# Enoch (Utah)
Pour les articles homonymes, voir Enoch.
Enoch est une municipalité américaine située dans le comté d'Iron en Utah. Lors du recensement de 2010, sa population est de 5 803 habitants.

## Géographie
La municipalité s'étend sur 7,21 milles carrés (18,67 km2).

## Histoire
Fondée en 1851 par la famille Johnson, la localité adopte successivement les noms d'Elkhorn Springs, Fort Johnson et Johnson's Springs. En 1884, elle est renommée Enoch par des membres de l'Ordre d'Enoch, une secte mormone dont le nom fait référence au personnage biblique d'Hénoch. Enoch devient une municipalité en 1966.

## Démographie
La population d'Enoch est estimée à 6 756 habitants au 1er juillet 2017. Avec 40,1 % de moins de 18 ans, sa population plus jeune que celle de l'Utah (31,5 %) ou des États-Unis (24 %).
| Groupe          | Enoch (2016) | Utah (2017) | États-Unis (2017) |
| --------------- | ------------ | ----------- | ----------------- |
| Blancs          | 94,1         | 90,9        | 76,6              |
| Amérindiens     | 4,2          | 1,5         | 1,3               |
| Afro-Américains | 0,9          | 1,4         | 13,4              |
| Asiatiques      | 0,5          | 2,6         | 5,8               |
| Métis           | 0,3          | 2,5         | 2,7               |
|                 |              |             |                   |
| Hispaniques     | 2,0          | 7,0         | 18,1              |

Le revenu par habitant était en moyenne de 16 391 dollars par an entre 2012 et 2016, en-dessous de la moyenne de l'Utah (25 600 dollars) et de la moyenne nationale (29 829 dollars). Sur cette même période, 15 % des habitants d'Enoch vivaient sous le seuil de pauvreté (contre 10,2 % dans l'État et 12,7 % à l'échelle des États-Unis).